# Gia Xuân
Gia Xuân là một xã thuộc huyện Gia Viễn, tỉnh Ninh Bình, Việt Nam.

## Địa lý
Xã Gia Hân cách trung tâm thành phố Ninh Bình 13 km, có vị trí địa lý:
- Phía đông giáp sông Đáy
- Phía nam giáp xã Gia Trấn
- Phía tây giáp xã Gia Tân
- Phía bắc giáp xã Gia Thanh.

Xã Gia Xuân có diện tích 4,26 km², dân số năm 2019 là 4.329 người, mật độ dân số đạt 1.031 người/km².
Đây là một xã có đường Quốc lộ 1 xuyên Việt đi qua.

## Văn hóa

### Làng Vũ Đại
Làng Vũ Đại, xã Gia Xuân là một làng cổ, nơi đây nhà văn Nam Cao đã công tác và hy sinh trong kháng chiến. Làng Vũ Đại có đình thờ Phùng Hưng, có đồn Gián Khẩu nổi tiếng trong kháng chiến chống quân Thanh xâm lược.
Tác phẩm "Làng Vũ Đại ngày ấy" là một bộ phim nổi tiếng được xếp vào hàng những tác phẩm kinh điển của nền điện ảnh Việt Nam thế kỷ 20, có bối cảnh kết hợp giữa làng Vũ Đại Ninh Bình nơi Nam Cao công tác đến lúc hy sinh và làng Đại Hoàng Hà Nam - quê hương của Nam Cao.